# 石壁凡塘鳢
石壁凡塘鳢（学名：Valenciennea muralis）为輻鰭魚綱鱸形目鰕虎魚科凡塘鳢属的鱼类，俗名石壁美塘鳢。

## 分布
本魚分布于印度西太平洋區，斯里兰卡、印度、泰国、菲律宾、印度尼西亚、澳大利亚、密克罗尼西亚、美拉尼西亚、波利尼西亚以及中国南海等海域。该物种的模式产地在Vanicolo。

## 深度
水深1至16公尺。

## 特徵
本魚體延長呈圓柱狀，眼睛突出，腹鰭癒合成吸盤。魚體白色，具數條淡橘色縱帶，第一背鰭具一明顯黑斑，尾鰭圓形，背鰭硬棘7枚；背鰭軟條12枚；臀鰭硬棘1枚；臀鰭軟條12枚，體長可達16公分。

## 生態
本魚棲息在礁岩外圍沙地，居住於洞穴中，生性機警，屬肉食性，以小型無脊椎動物為食。

## 經濟利用
可做為觀賞魚。